# Ortofotografia

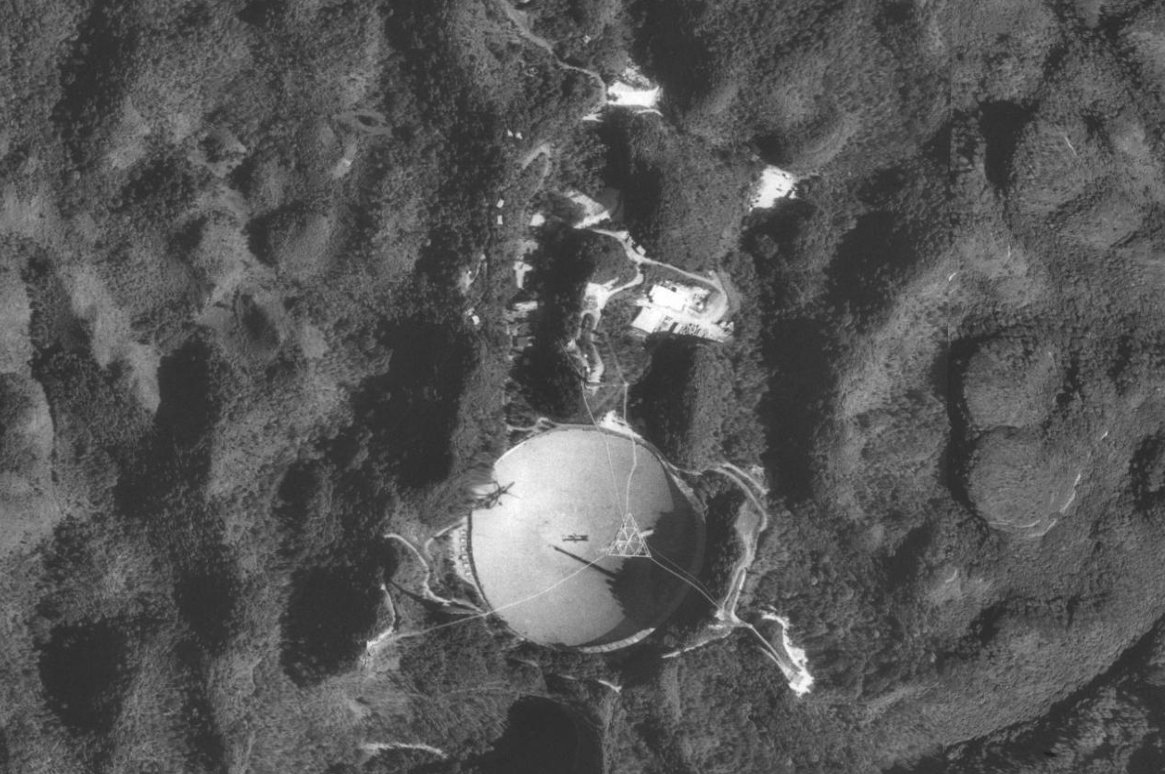
Ortofotografia del radiotelescopio di Arecibo

Una ortofoto o ortofotografia è una fotografia aerea che è stata geometricamente corretta (cioè che ha subito procedimento di ortorettifica) e georeferenziata in modo tale che la scala di rappresentazione della fotografia sia uniforme, cioè la foto può essere considerata equivalente ad una carta geografica.

## Descrizione
A differenza di una semplice foto aerea, un'ortofoto può essere usata per misurare distanze reali, poiché raffigura una accurata rappresentazione della superficie della Terra; infatti è stata aggiustata in base ai rilievi topografici, alla distorsione della lente e all'orientamento della macchina fotografica (roll, pitch, heading).

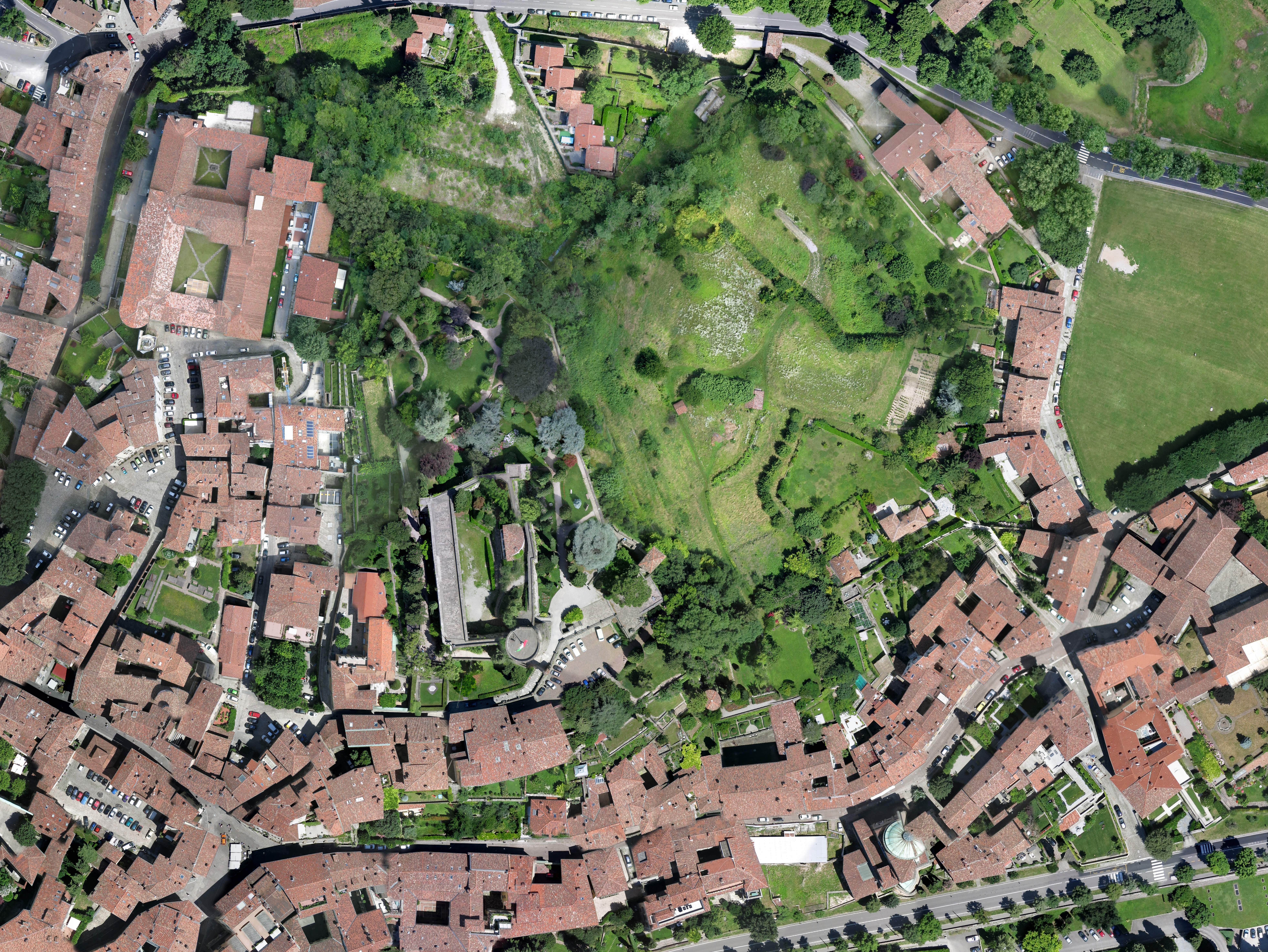
Ortofotografia aerofotogrammetrica da drone, Città Alta, Bergamo

La stessa tecnica di rappresentazione è sempre più diffusa anche nella "fotogrammetria del vicino" (close-range photogrammetry).
L'ortofotoproiezione è spesso utilizzata per rappresentare in prospetti bidimensionali elementi architettonici molto complessi come volte, cupole, chiese barocche ecc.